# Grande Prêmio do Canadá de 2022
O Grande Prêmio do Canadá de 2022 (formalmente denominado Formula 1 AWS Grand Prix du Canada 2022) foi a nona etapa da temporada de 2022 da Fórmula 1. Foi disputada em 19 de junho de 2022 no Circuito Gilles Villeneuve em Montreal, Canadá.

## Resultados

### Treino classificatório
| 1               | 1  | Max Verstappen   | Red Bull Racing-RBPT  | 1:32.219 | 1:23.746 | 1:21.299 | 1    |
| 2               | 14 | Fernando Alonso  | Alpine-Renault        | 1:32.277 | 1:24.848 | 1:21.944 | 2    |
| 3               | 55 | Carlos Sainz Jr. | Ferrari               | 1:32.781 | 1:25.197 | 1:22.096 | 3    |
| 4               | 44 | Lewis Hamilton   | Mercedes              | 1:33.841 | 1:25.543 | 1:22.891 | 4    |
| 5               | 20 | Kevin Magnussen  | Haas-Ferrari          | 1:32.957 | 1:26.254 | 1:22.960 | 5    |
| 6               | 47 | Mick Schumacher  | Haas-Ferrari          | 1:33.707 | 1:25.684 | 1:23.356 | 6    |
| 7               | 31 | Esteban Ocon     | Alpine-Renault        | 1:33.012 | 1:26.135 | 1:23.529 | 7    |
| 8               | 63 | George Russell   | Mercedes              | 1:33.160 | 1:24.950 | 1:23.557 | 8    |
| 9               | 3  | Daniel Ricciardo | McLaren-Mercedes      | 1:33.636 | 1:26.375 | 1:23.749 | 9    |
| 10              | 24 | Guanyu Zhou      | Alfa Romeo-Ferrari    | 1:33.692 | 1:26.116 | 1:24.030 | 10   |
| 11              | 77 | Valtteri Bottas  | Alfa Romeo-Ferrari    | 1:33.689 | 1:26.788 | —        | 11   |
| 12              | 23 | Alexander Albon  | Williams-Mercedes     | 1:34.047 | 1:26.858 | —        | 12   |
| 13              | 11 | Sergio Pérez     | Red Bull Racing-RBPT  | 1:33.929 | 1:33.127 | —        | 13   |
| 14              | 4  | Lando Norris     | McLaren-Mercedes      | 1:34.066 | S/Tempo  | —        | 14   |
| 15              | 16 | Charles Leclerc  | Ferrari               | 1:33.008 | S/Tempo  | —        | 19 1 |
| 16              | 10 | Pierre Gasly     | AlphaTauri-RBPT       | 1:34.492 | —        | —        | 15   |
| 17              | 5  | Sebastian Vettel | Aston Martin-Mercedes | 1:34.512 | —        | —        | 16   |
| 18              | 18 | Lance Stroll     | Aston Martin-Mercedes | 1:35.532 | —        | —        | 17   |
| 19              | 6  | Nicholas Latifi  | Williams-Mercedes     | 1:35.660 | —        | —        | 18   |
| 20              | 22 | Yuki Tsunoda     | AlphaTauri-RBPT       | 1:36.575 | —        | —        | 201  |
| Tempo dos 107%: |    |                  |                       |          |          |          |      |
| Fonte:          |    |                  |                       |          |          |          |      |

- ↑1  – Charles Leclerc e Yuki Tsunoda foram obrigados a iniciar a corrida na parte de trás do grid por exceder sua cota de elementos da unidade de potência.[2][3]

Notas

### Corrida
| Pos.                                                                   | Nu. | Piloto           | Construtor            | Voltas | Tempo/Retirado      | Pit Stop | Pneus | Grid | Pontos |
| ---------------------------------------------------------------------- | --- | ---------------- | --------------------- | ------ | ------------------- | -------- | ----- | ---- | ------ |
| 1                                                                      | 1   | Max Verstappen   | Red Bull Racing-RBPT  | 70     | 1:36:21.757         | 2        |       | 1    | 25     |
| 2                                                                      | 55  | Carlos Sainz Jr. | Ferrari               | 70     | +0.993              | 2        |       | 3    | 18+1   |
| 3                                                                      | 44  | Lewis Hamilton   | Mercedes              | 70     | +7.006              | 2        |       | 4    | 15     |
| 4                                                                      | 63  | George Russell   | Mercedes              | 70     | +12.313             | 2        |       | 8    | 12     |
| 5                                                                      | 16  | Charles Leclerc  | Ferrari               | 70     | +15.168             | 1        |       | 19   | 10     |
| 6                                                                      | 31  | Esteban Ocon     | Alpine-Renault        | 70     | +23.890             | 2        |       | 7    | 8      |
| 7                                                                      | 77  | Valtteri Bottas  | Alfa Romeo-Ferrari    | 70     | +25.247             | 1        |       | 11   | 6      |
| 8                                                                      | 24  | Guanyu Zhou      | Alfa Romeo-Ferrari    | 70     | +26.952             | 2        |       | 10   | 4      |
| 9                                                                      | 14  | Fernando Alonso  | Alpine-Renault        | 70     | +29.945             | 2        |       | 2    | 2      |
| 10                                                                     | 18  | Lance Stroll     | Aston Martin-Mercedes | 70     | +38.222             | 1        |       | 17   | 1      |
| 11                                                                     | 3   | Daniel Ricciardo | McLaren-Mercedes      | 70     | +43.047             | 2        |       | 9    |        |
| 12                                                                     | 5   | Sebastian Vettel | Aston Martin-Mercedes | 70     | +44.245             | 2        |       | 16   |        |
| 13                                                                     | 23  | Alexander Albon  | Williams-Mercedes     | 70     | +44.893             | 2        |       | 12   |        |
| 14                                                                     | 10  | Pierre Gasly     | AlphaTauri-RBPT       | 70     | +45.183             | 2        |       | 15   |        |
| 15                                                                     | 4   | Lando Norris     | McLaren-Mercedes      | 70     | +52.145             | 2        |       | 14   |        |
| 16                                                                     | 6   | Nicholas Latifi  | Williams-Mercedes     | 70     | +59.978             | 2        |       | 18   |        |
| 17                                                                     | 20  | Kevin Magnussen  | Haas-Ferrari          | 70     | +1:08.180           | 2        |       | 5    |        |
| Ret                                                                    | 22  | Yuki Tsunoda     | AlphaTauri-RBPT       | 47     | Acidente            | 2        |       | 20   |        |
| Ret                                                                    | 47  | Mick Schumacher  | Haas-Ferrari          | 18     | Motor               | 0        |       | 6    |        |
| Ret                                                                    | 11  | Sergio Pérez     | Red Bull Racing-RBPT  | 7      | Caixa de velocidade | 0        |       | 13   |        |
| Volta mais rápida: Carlos Sainz Jr. (Ferrari) – 1:15.749 (na volta 63) |     |                  |                       |        |                     |          |       |      |        |
| Fonte:                                                                 |     |                  |                       |        |                     |          |       |      |        |

## Curiosidades
- Max Verstappen com sua 26ª vitória, supera o número de vitórias de Niki Lauda e de Jim Clark (ambos tem 25)
- 82ª vitória da Red Bull superando a Lotus com 81.
- Guanyu Zhou atingiu seu melhor resultado na sua carreira.
- Fernando Alonso volta a largar na primeira fila, o que não acontecia desde o Grande Prêmio da Alemanha de 2012.

## Voltas na liderança
| Nº de Voltas | Piloto           | Voltas            |
| ------------ | ---------------- | ----------------- |
| 53           | Max Verstappen   | 1–8; 20–42; 49–70 |
| 17           | Carlos Sainz Jr. | 9–19; 43–48       |

## 2022DHLFastest Pit Stop Award

### Resultado
| 1      | 23 | Alexander Albon  | Williams-Mercedes     | 2.38 | 25 |
| 2      | 22 | Yuki Tsunoda     | AlphaTauri-RBPT       | 2.39 | 18 |
| 3      | 5  | Sebastian Vettel | Aston Martin-Mercedes | 2.46 | 15 |
| 4      | 1  | Max Verstappen   | Red Bull Racing-RBPT  | 2.47 | 12 |
| 5      | 6  | Nicholas Latifi  | Williams-Mercedes     | 2.50 | 10 |
| 6      | 10 | Pierre Gasly     | AlphaTauri-RBPT       | 2.51 | 8  |
| 7      | 63 | George Russell   | Mercedes              | 2.73 | 6  |
| 8      | 31 | Esteban Ocon     | Alpine-Renault        | 2.76 | 4  |
| 9      | 14 | Fernando Alonso  | Alpine-Renault        | 2.81 | 2  |
| 10     | 44 | Lewis Hamilton   | Mercedes              | 2.85 | 1  |
| Fonte: |    |                  |                       |      |    |

### Classificação
| Tabela do DHL Fastest Pit Stop Award \| Pos \| Construtor \| Pontos \| \| --- \| --------------------- \| ------ \| \| 1 \| Red Bull Racing-RBPT \| 216 \| \| 2 \| McLaren-Mercedes \| 197 \| \| 3 \| Ferrari \| 113 \| \| 4 \| Alpine-Renault \| 90 \| \| 5 \| Williams-Mercedes \| 78 \| \| 6 \| Aston Martin-Mercedes \| 70 \| \| 7 \| Mercedes \| 65 \| \| 8 \| AlphaTauri-RBPT \| 55 \| \| 9 \| Alfa Romeo-Ferrari \| 9 \| \| 10 \| Haas-Ferrari \| 4 \| |                       |        |
| Pos | Construtor            | Pontos |
| 1 | Red Bull Racing-RBPT  | 216    |
| 2 | McLaren-Mercedes      | 197    |
| 3 | Ferrari               | 113    |
| 4 | Alpine-Renault        | 90     |
| 5 | Williams-Mercedes     | 78     |
| 6 | Aston Martin-Mercedes | 70     |
| 7 | Mercedes              | 65     |
| 8 | AlphaTauri-RBPT       | 55     |
| 9 | Alfa Romeo-Ferrari    | 9      |
| 10 | Haas-Ferrari          | 4      |

## Tabela do campeonato após a corrida
Somente as cinco primeiras posições estão incluídas nas tabelas.
| Pos | Piloto           | Pontos | Var |
| --- | ---------------- | ------ | --- |
| 1   | Max Verstappen   | 175    | 0   |
| 2   | Sergio Pérez     | 129    | 0   |
| 3   | Charles Leclerc  | 126    | 0   |
| 4   | George Russell   | 111    | 0   |
| 5   | Carlos Sainz Jr. | 102    | 0   |

| Pos | Construtor           | Pontos | Var |
| --- | -------------------- | ------ | --- |
| 1   | Red Bull Racing-RBPT | 304    | 0   |
| 2   | Ferrari              | 228    | 0   |
| 3   | Mercedes             | 188    | 0   |
| 4   | McLaren-Mercedes     | 65     | 0   |
| 5   | Alpine-Renault       | 57     | 0   |